# Quận của tỉnh Vendée
3 quận của tỉnh Vendée gồm:
1. Quận Fontenay-le-Comte, (quận lỵ: Fontenay-le-Comte) với 9 tổng và 107 xã. Dân số của quận này là 119.665 người năm 1990, 119.403 người năm 1999, tăng trưởng dân số là 0.22%.
2. Quận La Roche-sur-Yon, (tỉnh lỵ của tỉnh Vendée: La Roche-sur-Yon) với 11 tổng và 92 xã. Dân số của quận này là 217.052 người năm 1990, và 230.386 người năm 1999, tăng trưởng dân số là 6.14%.
3. Quận Les Sables-d'Olonne, (quận lỵ: Les Sables-d'Olonne) với 11 tổng và 83 xã. Dân số của quận này là 172.639 người năm 1990, và 189.875 người năm 1999, tăng trưởng dân số là 9.98%.